# Weißenkirchberg

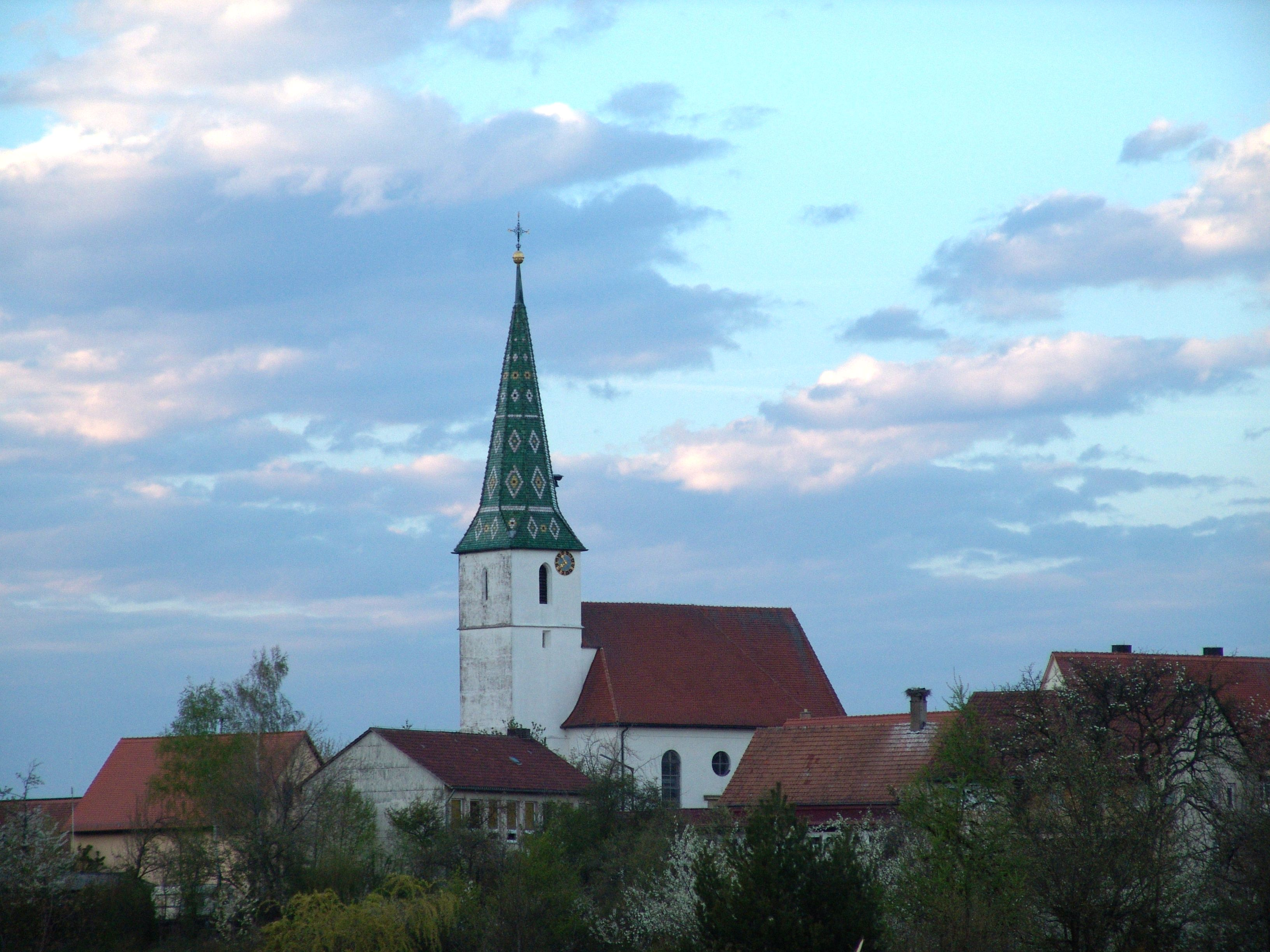
Weißenkirchberg

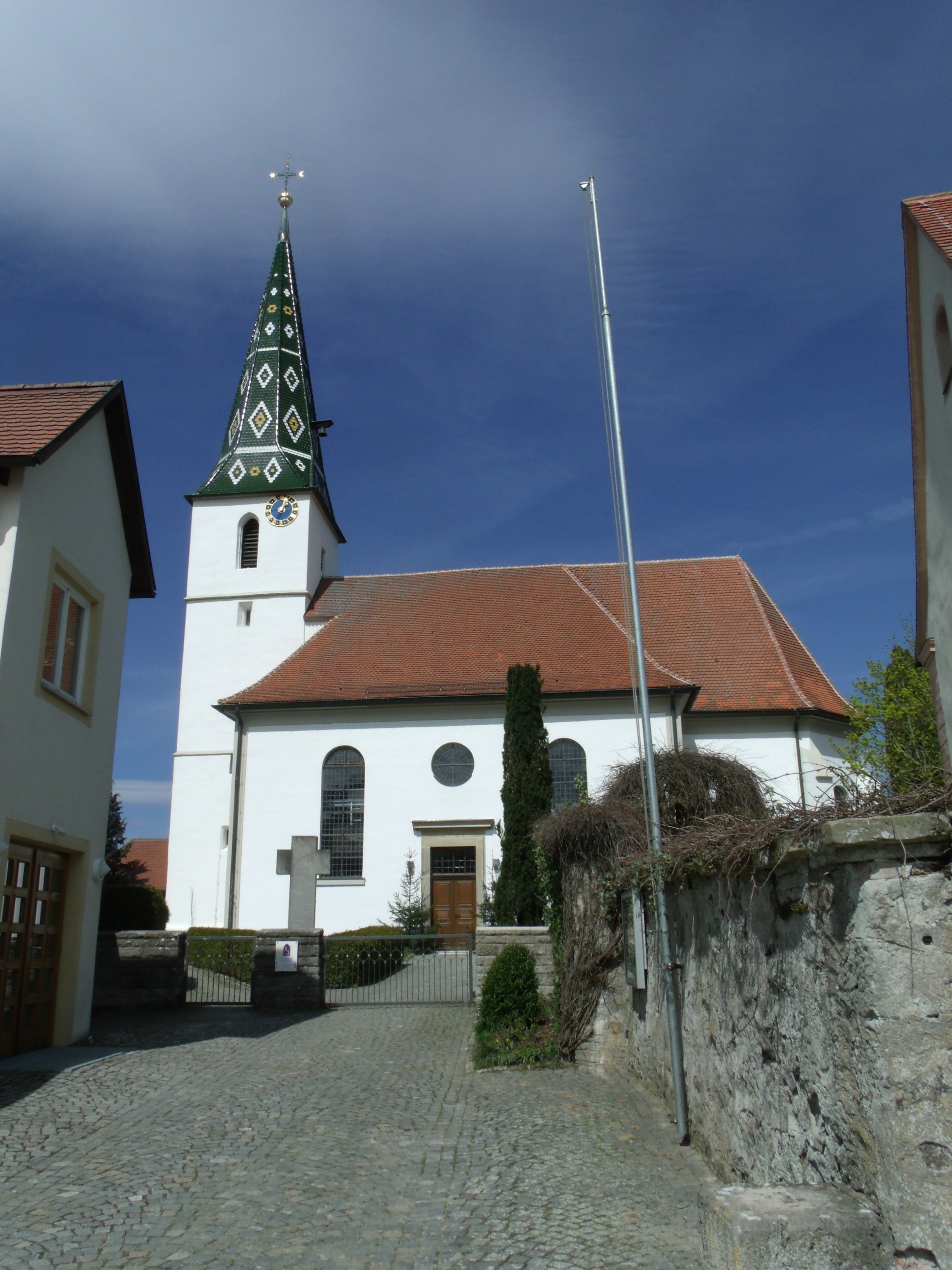
Pfarrkirche St. Wenzelaus

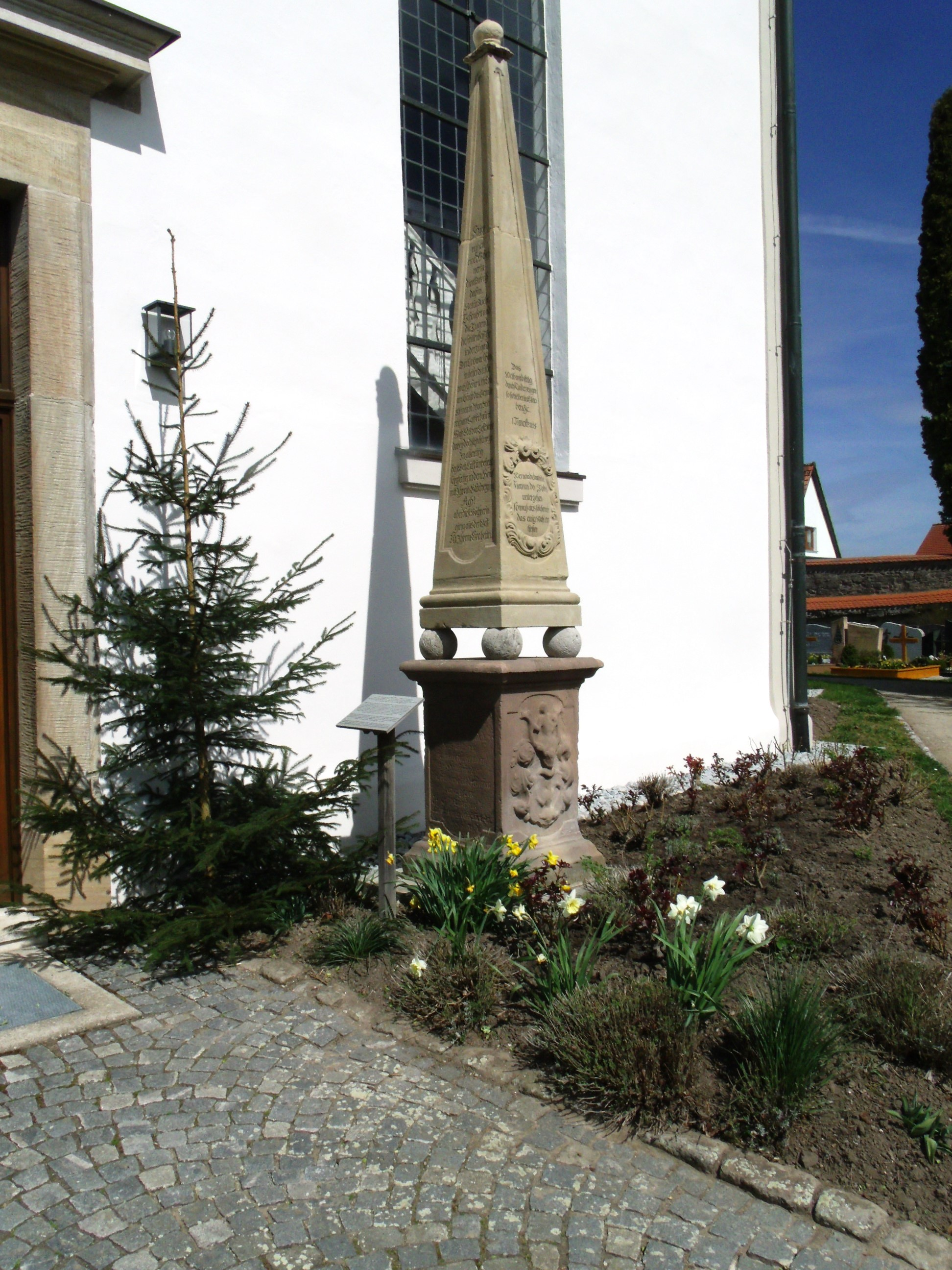
Obelisk-Grabdenkmal für Magdalena Susanne Strebeln († 1712), errichtet zwischen 1735 und 1764

Weißenkirchberg ist ein Gemeindeteil der Stadt Leutershausen im Landkreis Ansbach (Mittelfranken, Bayern). Weißenkirchberg liegt in der Gemarkung Brunst.

## Geografie
Das Pfarrdorf bildet mit Hetzweiler im Norden und Brunst im Süden eine geschlossene Siedlung. Die Kreisstraße AN 34 führt an der Weihersmühle vorbei nach Schwand (1,7 km nördlich). Es liegt in einer fruchtbaren Ebene, dem „Brünstergrund“.

## Geschichte
In mittelalterlichen Urkunden verweisen Kirchberg und Brunst auf denselben Ort; auch in späteren Zeiten werden Weißenkirchberg und Brunst zusammen genannt. Kirchberg (spätere Bezeichnung „Weißenkirchberg“) gehörte zum Rodungsgebiet im Reichsforst Burgbernheim, der im Jahr 1000 an das Hochstift Würzburg kam. 1222 wurde ein „Henricus, plebanus“, also ein Pfarrer in der Brunst genannt; die Pfarrei war wahrscheinlich eine frühe Abtretung der Pfarrei Leutershausen. 1266 ist wiederum ein „plebanus“ in Brunst erwähnt. Für 1271 ist überliefert, dass es hier ein Rittergeschlecht gab. Als 1318 die Burggrafen von Nürnberg Leutershausen von den Grafen von Truhendingen erwarben, kamen sie vermutlich auch in den Besitz der kirchlichen Rechte von Brunst/(Weißen-)Kirchberg. So schenkten sie 1333 den „Kirchenschatz von St. Wenzeslaus in der Brunst auf dem Kirchberg“ der Deutschordenskommende Nürnberg. Der Orden behielt das Patronatsrecht bis zum Ende des Alten Reiches, also auch nachdem die Pfarrei 1528 protestantisch geworden war und ein neuer Pfarrer jeweils durch die markgräfliche Regierung bestätigt werden musste. 1336 erwarb Burggraf Johannes II. den Ort Kirchberg/Brunst von Graf Berthold von Graisbach. Um 1400 dürften die Burggrafen vier Höfe in Kirchberg/Brunst besessen haben; es gab auch Untertanen des Deutschen Ordens und des Frauenklosters Sulz. Im 16-Punkte-Bericht des brandenburg-ansbachischen Amtes Brunst von 1608 wurde Brunst/Weißenkirchberg als eine Realgemeinde mit Hetzweiler ausgewiesen; von den 17 Brunster Mannschaften (= Untertanenfamilien) gehörten zwei der Kirchenpflege zu Brunst/Kirchberg.
Im Dreißigjährigen Krieg wurde der Ort schwer getroffen. Allein im Jahr 1627 starben in der Pfarrei Brunst/Weißenkirchberg 257 Menschen an der Pest. 1632 verwüsteten kaiserliche Truppen das Gebiet. Zum Wiederaufbau in der Spätphase des Krieges trugen insbesondere österreichische Exulanten aus dem westlichen Waldviertel und dem Mühlviertel bei, die im Zuge der Gegenreformation wegen ihres protestantischen Glaubens aus ihrer Heimat vertrieben worden waren. Bereits um 1640 ließen sich die ersten exulierten Bauernfamilien in Weißenkirchberg nieder.
Gegen Ende des Alten Reiches gab es 22 Anwesen. Grundherren waren
- das Fürstentum Ansbach (18 Anwesen):
  - Kastenamt Colmberg (1 Söldengut, 3 Söldengütlein),
  - Klosterverwalteramt Sulz (1 Dreiviertelhof, 1 Tafernwirtschaft),
  - Amt Brunst: (Abgaben an Pfarrei Weißenkirchberg: 6 Köblergüter, 1 Köblergut mit Wirts- und Brauereigerechtigkeit, 2 Söldengütlein; Abgaben an Kirchenpflege Weißenkirchberg: 1 Köblergut, 1 Söldengut, 1 Söldengütlein),
- das Amt Schillingsfürst des Hauses Hohenlohe-Schillingsfürst (1 Dreiviertelhof, 1 Halbhof, 1 Söldengut, 1 Söldengütlein mit Schmiede)

Außerdem gab es noch kirchliche Gebäude (Pfarrkirche, Pfarrhaus) und kommunale Gebäude (Schulhaus, Hirtenhaus). Von 1797 bis 1808 unterstand der Ort dem Justizamt Leutershausen und Kammeramt Colmberg.
Im Jahre 1806 kam Weißenkirchberg an das Königreich Bayern. Im Rahmen des Gemeindeedikts wurde Weißenkirchberg dem 1808 gebildeten Steuerdistrikt Brunst zugeordnet. Es gehörte auch der 1810 gegründeten Ruralgemeinde Brunst an.
Brunst/Weißenkirchberg war gemäß einer Auflistung von 1830 Hauptort eines „die Brünst“ oder „die Brunst“ genannten, seit dem Mittelalter stellenweise gerodeten umfangreichen Waldgebietes zwischen Leutershausen und dem Kloster Sulz. Die Brünst war für ihre gute Rinderviehzucht bekannt; ihre 22 Dörfer galten als reich. Beispielsweise wurden 1873 in der Gemeinde Brunst 252 Rinder gehalten, davon im Ort Brunst 119 und in Weißenkirchberg zwölf.
Die Gemeinde Brunst und damit auch Weißenkirchberg wurde am 1. Mai 1978 im Zuge der Gebietsreform in Bayern in die Stadt Leutershausen eingemeindet.

### Baudenkmäler
- Kirchbuck 3: Pfarrscheune, verputzter Krüppelwalmbau, 1785.[23]
- Kirchbuck 13: evangelisch-lutherische Pfarrkirche St. Wenzeslaus, Markgrafenstil, Saalkirche, Chor und Turm spätmittelalterlich, Langhaus nach Plänen von Carl Friedrich von Zocha, 1728, Turm mit Spitzhelm; mit Ausstattung, Kanzelaltar von Johann Martin Randel aus Schillingsfürst;[9] in der Sakristei Beichtstuhl aus dem 18. Jahrhundert;[24] Friedhof, spätmittelalterliche Anlage mit Wehrmauer; mit Grabsteinen[23]
- Kirchbuck 15: Pfarrhaus, zweigeschossiger Satteldachbau, mit rustizierten Ecklisenen und Putzgliederungen, 1780; Pfarrscheune, eingeschossiges Gebäude mit Halbwalmdach, mit Wappenstein, bezeichnet 1785[23]
- Nähe Weiherstraße: ehemalige Schafscheune, eingeschossiges Gebäude mit Halbwalmdach, Fachwerk, um 1700[23]

### Einwohnerentwicklung
| Jahr      | 001818 | 001840 | 001861 | 001871 | 001885 | 001900 | 001925 | 001950 | 001961 | 001970 | 001987 |
| Einwohner | *      | *      | *      | 32     | 34     | 32     | 28     | 28     | 40     | 28     | 31     |
| Häuser    | *      | *      |        |        | 5      | 8      | 6      | 5      | 6      |        | 8      |
| Quelle    | [ 26 ] | [ 27 ] | [ 28 ] | [ 21 ] | [ 29 ] | [ 30 ] | [ 31 ] | [ 32 ] | [ 33 ] | [ 34 ] | [ 1 ]  |

## Religion
Der Ort ist Sitz der Pfarrei St. Wenzeslaus, die seit der Reformation evangelisch-lutherisch ist. Die Einwohner römisch-katholischer Konfession sind nach Kreuzerhöhung gepfarrt.

## Persönlichkeiten
- Johann Friedrich Frauenholz (* 4. November 1758 in Brunst/Weißenkirchberg; † 9. Juni 1822 in Nürnberg), Kunsthändler, Verleger, Sammler